# Maria Aronsson
Ida Maria Aronsson (23 de dezembro de 1983) é uma ex-futebolista profissional sueca que atuava como atacante.

## Carreira
Maria Aronsson fez parte do elenco da Seleção Sueca de Futebol Feminino, nas Olimpíadas de 2008. 